# عبد الرزاق البصير
عبد الرزاق إبراهيم علي عبد الله الناصر البصير ، من مواليد 1915 في مدينة شرق فريج الجناعات في دولة الكويت، وتوفي في 5 أبريل 1999 ، أديب وكاتب كويتي.

## نشأته
كان فاقدا للبصر منذ صغره، فقد أصيب بمرض الجدري وهو في الرابعة وفقد بصره بعدها.
بدأ بالتعليم الديني، درس القرآن وحفظه، ودرس قواعد النحو والبلاغة وفقه الدين والفلسفة القديمة في الكويت والنجف في العراق وقد أصبح قاضيا لمدة اثنتي عشرة سنة، وبعدها عمل مأذونا شرعيا  حتى عام 1954.

## عمله
كتب في جريدة البحرين في عام 1943 ثم الرسالة المصرية، وقد رشحه طه حسين ليكون عضوا في المجمع اللغوي في القاهرة.
ولقدم عائلة الناصر في دولة الكويت، والتي نزحت من جنوب شرق نجد إلى دولة الكويت عام 1775 تقريباً، أصدر عبد الله السالم الصباح مرسوماً أميرياً لاختياره وتعيينه عضواً في اللجنة العليا لتحقيق الجنسية الكويتية طبقا لأحكام المرسوم بقانون رقم 15 لسنة 1959م والتي أشرفت على عملية التجنيس في الكويت.
كان أمينا لمكتبة دائرة المطبوعات والنشر في عام 1956 ، كان أمينا لمكتبة وزارة الإعلام حتى عام 1991 ، وعضو في المجلس الاستشاري للإعلام وعضو في المجلس الوطني للثقافة والفنون والآداب وعضو في لجنة التراث العربي والبحوث والترجمة وعضو في النادي الثقافي القومي في عام 1952 وعضو في رابطة الأدباء حيث انتخب عضوا في الرابطة بين عامي 1967 وحتى 1980.
عضو بالمجمع اللغوي بالقاهرة منذ عام 1968 وحتى وفاته.
كان يهتم بقضية تعريب الكلمات وبالأخص العلمية والخاصة بالعلم.
عضو سابق في المجلس التشريعي في عام 1936، وكان خطيب كتلة الشباب الوطني في الكويت، وقد اضطر لترك الكويت وذلك بسبب خطاباته السياسية بعد أن صدر حكم بجلده في السوق، وسافر إلى العراق وبعدها إلى البحرين وثم المنطقة الشرقية في السعودية ، وقد كان المجلس التشريعي يضم العديد من الشباب الذي يريد إعطاء الشعب دور في الحكم.
شارك في تحرير مجلة الإيمان (الإيمان القومي) في عام 1953 مع أحمد السقاف وأحمد محمد الخطيب وعبد الله حسين وعبد الله يوسف الغانم ويوسف إبراهيم الغانم ويوسف المشاري الذين بمثلون أبرز دعاة القومية في الكويت.
كان متواجدا في الكويت أثناء الغزو العراقي للكويت في عام 1990 وبقي في الكويت حتى التحرير.

## كتبه
- اللغة العربية وألفاظ الحضارة.
- بين العامية والفصحى.[4]
- الخليج العربي والحضارة المعاصرة.
- الجريمة الكبرى في الكويت وأمانة القلم، عام 1995.[3]
- تأملات في الحياة والادب.
- في رياض الفكر.
- شعراء مجهولون معروفون.
- نظرات في النقد والادب.[1]
- الخليج العربي والحضارة المعاصرة الكويت، 1986.

## مقولاته
- من الأفضل أن نعالج مشاكلنا بكل أمل وعزم، على أساس أنها مشاكل العصر، أما تاريخنا فإن علينا أن نتأمل فيه ونأخذ بعض تجاربنا منه.[6]

## تكريمه بعد وفاته
أماكن سميت باسمه :
- قاعة عبد الرزاق البصير، المجلس الوطني للثقافة والفنون والآداب (افتتحت في 24 مايو 1999).[7]
- مدرسة عبد الرزاق البصير.

وفي يوم 18 فبراير 2009 أعلنت رابطة الأدباء الكويتيين عن اتفاقها المبدئي مع وزارة المواصلات على إصدار طوابع بريدية تذكارية تخليدا لذكرى رواد الحركة الثقافية وكان هو من ضمن الأسماء المطروحة.

## كتب عنه
- رواد الحركة الثقافية في الكويت، عالم المعرفة، 16 سبتمبر 2008.[9]